# Bernard Pergerl
Bernard Pergerl (nemško Bernhard Perger), slovenski pedagog, jezikoslovec, pravnik, matematik in astronom, * 1440, Zgornja Ščavnica, † 1501, Dunaj.
Pergerl je bil profesor na Univerzi na Dunaju. Na univerzi je skupaj s Perlahom spoznal Regiomontana.
Leta 1464 je dosegel licenciat na artistični (filozofski) fakulteti. Leta 1481 je dobil licenciat na Pedagoški fakulteti Univerze na Dunaju, kjer je do leta 1481 predaval geometrijo, optiko, matematiko in astronomijo ter latinsko slovnico, klasično književnost in pravo.
V letu 1470 je bil dekan artistične fakultete in leta 1471 rektor dunajske univerze. Vejetno sta se Pergerl in Regiomontan, oba profesorja matematike in astronomije z iste fakultete poznala. Regiomontan je od leta 1468 do 1471 tam sestavljal astronomske efemeride, ki so potem kot prve tiskane tabele izšle leta 1474 in zamenjale zastarele Alfonzove tablice.
V letih od 1492 do 1501 je bil Pergerl kraljevi superintendent na univerzi. Imel je ugledno mesto med dunajskimi humanisti. Pomembne so Pergerlove prenove pouka latinščine. Sestavil je latinsko slovnico Grammatica nova (Venetiis 1479), ki je prvi humanistični učbenik latinščine. Z njo se je odvrnil od tradicije srednjeveških sholastičnih slovnic in se oprl na italijanski humanizem. Doživela je vsaj 30 izdaj. Ob smrti cesarja Friderika III. je sestavil ter na Dunaju in v Rimu leta 1493 objavil nagrobni govor (Oratio in funere sancte memorie Friderici III.). Ukvarjal se je z astronomijo. V rokopisu je ostal koledar z astronomskimi podatki za obdobje 1482 - 1500.